# Uplisciche (wieś)
Uplisciche (gruz. უფლისციხე) – wieś w Gruzji, w regionie Wewnętrzna Kartlia, w gminie Gori. W 2014 roku liczyła 641 mieszkańców. Znajduje się niedaleko ruin starożytnego miasta o tej samej nazwie, leżących po drugiej stronie rzeki Kury.